# Симплициан Медиоланский

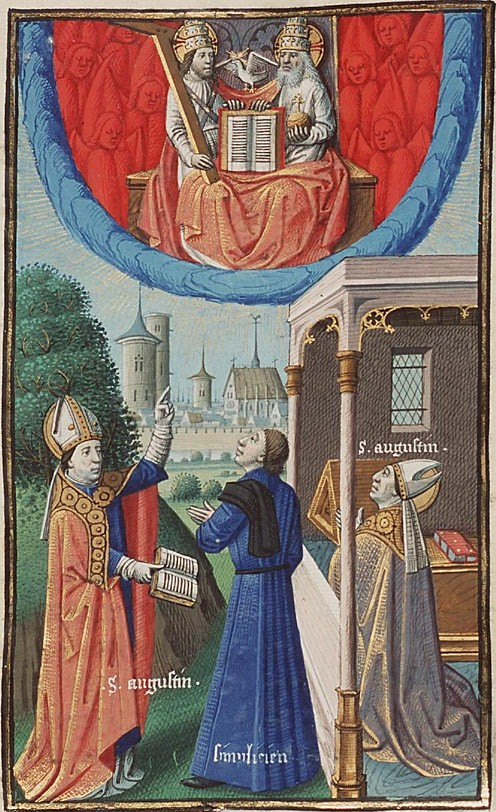
Святые Симплициан и Августин

Симплициан (лат. Simplicianus, итал. Simpliciano; ок. 320—400/401) — святой епископ Медиоланский с 397 по 400 или 401 год. День памяти — 14 августа.

## Житие
Святой Симплициан родился, вероятно, в Риме и ещё в юности стал священнослужителем. Он стал экспертом по священному писанию и был очень образован. В 355 году он принял активное участие в обращении во христианство философа Гая Мария Викторина. Когда в 374 году святой Амвросий Медиоланский был избран епископом Милана и крещён, святой Симплициан стал его законоучителем. Святой Амвросий имел обычай называть Симплициана «отцом» в знак их духовных отношений. Вероятно в эту пору Симплициан перебрался в Милан, где и остался.
Симплициан Медиоланский также принял активное участие в обращении в христову веру Алипия из Фагасты и блаженного Августина. Встреча между Августином и Симплицианом состоялась в Милане в 386 году, она была описана Августином в его «Исповеди». После своего обращения Августин также называл Симплициана «отцом», и в 397 году он посвятил Симплициану две книги, касающиеся предопределения и известные как «De Diversis Quaestionibus ad Simplicianum».
Будучи уже на смертном одре, святой Амвросий поддержал святого Симплициана в качестве своего преемника, охарактеризовав его как «старого, но доброго». Так в апреле 397 года престарелый Симплициан был избран епископом Милана, бывшего в ту пору столицей Западной Римской империи. Одним из наиболее важных дел его епископского служения стало прибытие в Милан мощей трёх мучеников — Сисинния, Мартирия и Александра, отправленных из Тренто тамошним епископом, святым Вигилием.
Святого Симплициана просили растолковать некоторые доктринальные положения участники Карфагенского собора 397 года и Первого Толедского собора 397—400 годов. Он также поставил во епископа святого Гауденция из Новары, и, согласно писателю XIII века Гоффреду Буссерскому, Симплицианом были приведены в порядок тексты амвросианской литургии.

## Почитание
Со стародавних времён память святого Симплициану совершалась 15 августа вместе с памятью перенесения в Милан мощей святых Сисиния, Мартирия и Александра. Поэтому предполагают, что 15 августа 400 года было днём кончины святого. Согласно некоторым источникам, Симплициан скончался в конце 400 или в первой половине 401 года. День памяти св. Симплициана впоследствии был перенесён на 16 августа во устранение совпадения с празднованием Успения Пресвятой Богородицы. Во время реформы амвросианского обряда, случившейся после Второго Ватиканского собора, день памяти был перенесён на 14 августа.
Святой Симплициан изначально был похоронен в храме Святых Набора и Феликса в Милане. Впоследствии его тело было перенесено, возможно,15 августа, в Basilica Virginum («Базилику дев»), переименованную в его честь: сейчас эта базилика известна как базилика Святого Симплициана.